# Военный секретарь президента Израиля
Военный секретарь президента Израиля (ивр. המזכיר הצבאי של נשיא המדינה‎) — советник президента государства Израиль по военным вопросам и вопросам безопасности.
Ранее обладателя этого поста называли «военным адъютантом президента Израиля». Военный секретарь тесно сотрудничает с президентом, сопровождает его на церемониях и визитах в Израиль и за границу.

## Характеристики работы
Военный секретарь президента — офицер в звании бригадного генерала, член Форума Генерального штаба.
Военный секретарь несет ответственность за доведение до президента военной информации и материалов по вопросам безопасности, за отношения между президентом и Армией обороны Израиля и службами безопасности, а также за отношения с семьями погибших военнослужащих и семьями пропавших без вести.

## Военные секретари президента
| #  | Изображение | Имя                  | Срок полномочий | При президенте государства            | Примечания |
| -- | ----------- | -------------------- | --------------- | ------------------------------------- | --- |
| 1  |             | Давид Арнон          | 1949 — 1952     | Хаим Вейцманн                         | Адъютант Вейцмана с октября 1948 года                                                                            |
| 2  |             | Нетанель Лорх        | 1952            | Ицхак Бен-Цви                         | Действовал около месяца                                                                                          |
| 3  |             | Йосеф Кармель        | 1952 — 1967     | Ицхак Бен-Цви Залман Шазар            | |
| 4  |             | Арье Раз             | 1967 — 1968     | Залман Шазар                          | |
| 5  |             | Бецалель Амир        | 1968 — 1969     | Залман Шазар                          | |
| 6  |             | Авраам Барталь       | 1969 — 1970     | Залман Шазар                          | |
| 7  |             | Исраэль Яркони       | 1970 — 1983     | Залман Шазар Эфраим Кацир Ицхак Навон | Во время войны Судного дня Шмуэль Годер также был назначен координатором между президентом и ЦАХАЛом (1973—1974) |
| 8  |             | Ами Глуска           | 1983 — 1988     | Хаим Херцог                           | |
| 9  |             | Гиора Пордес         | 1988 — 1993     | Хаим Херцог                           | |
| 10 |             | Шимон Хефец          | 1993 — 2008     | Эзер Вайцман Моше Кацав Шимон Перес   | |
| 11 |             | Хасон Хасон          | 2008 — 2016     | Шимон Перес Реувен Ривлин             | Первый на своем посту друз по происхождению                                                                      |
| 12 |             | Боаз Хершковиц       | 2016 — 2019     | Реувен Ривлин                         | |
| 13 |             | Ала Абу Рукун        | 2019 — 2022     | Реувен Ривлин Ицхак Герцог            | |
| 14 |             | Наама Розен-Гримберг | 2022 — н.в.     | Ицхак Герцог                          | Первая женщина на посту                                                                                          |